# Draft NBA 1957
Il Draft NBA 1957 si è svolto il 17 aprile 1957 a Saint Luis, Missouri, in 14 turni in cui furono scelti 83 giocatori dalle 8 squadre.

## Giocatori scelti al 1º giro
|  | = All-Star     |
|  | = Hall of Fame |

| Scelta | Giocatore         | Nazionalità | Squadra NBA           | Scuola/ex squadra      |
| ------ | ----------------- | ----------- | --------------------- | ---------------------- |
| 1      | Rod Hundley       | Stati Uniti | Cincinnati Royals     | West Virginia          |
| 2      | Charlie Tyra      | Stati Uniti | Detroit Pistons       | Louisville             |
| 3      | Jim Krebs         | Stati Uniti | Minneapolis Lakers    | Southern Methodist     |
| 4      | Win Wilfong       | Stati Uniti | St. Louis Hawks       | Memphis State          |
| 5      | Brendan McCann    | Stati Uniti | New York Knicks       | St. Bonaventure        |
| 6      | Lennie Rosenbluth | Stati Uniti | Philadelphia Warriors | North Carolina         |
| 7      | George Bon Salle  | Stati Uniti | Syracuse Nationals    | Illinois               |
| 8      | Sam Jones         | Stati Uniti | Boston Celtics        | North Carolina Central |

## Giocatori scelti al 2º giro
| Scelta | Giocatore     | Nazionalità | Squadra NBA           | Scuola/ex squadra |
| ------ | ------------- | ----------- | --------------------- | ----------------- |
| 9      | Dick Duckett  | Stati Uniti | Cincinnati Royals     | St. John's        |
| 10     | Bob McCoy     | Stati Uniti | Detroit Pistons       | Grambling State   |
| 11     | Harv Schmidt  | Stati Uniti | Minneapolis Lakers    | Illinois          |
| 12     | Jim Palmer    | Stati Uniti | St. Louis Hawks       | Dayton            |
| 13     | Larry Friend  | Stati Uniti | New York Knicks       | California        |
| 14     | Jack Sullivan | Stati Uniti | Philadelphia Warriors | Mount St. Mary's  |
| 15     | Jim Morgan    | Stati Uniti | Syracuse Nationals    | Louisville        |
| 16     | Dick O'Neal   | Stati Uniti | Boston Celtics        | Texas Christian   |

## Giocatori scelti al 3º giro
| Scelta | Giocatore       | Nazionalità | Squadra NBA           | Scuola/ex squadra |
| ------ | --------------- | ----------- | --------------------- | ----------------- |
| 17     | Jerry Paulson   | Stati Uniti | Cincinnati Royals     | Manhattan         |
| 18     | Bill Ebben      | Stati Uniti | Detroit Pistons       | Detroit Mercy     |
| 19     | Jim Spivey      | Stati Uniti | Minneapolis Lakers    | SE Oklahoma       |
| 20     | John Smyth      | Stati Uniti | St. Louis Hawks       | Notre Dame        |
| 21     | Gary Clark      | Stati Uniti | New York Knicks       | Syracuse          |
| 22     | Angelo Lombardo | Stati Uniti | Philadelphia Warriors | Manhattan         |
| 23     | Vince Cohen     | Stati Uniti | Syracuse Nationals    | Syracuse          |
| 24     | Chuck Schramm   | Stati Uniti | Boston Celtics        | Western Illinois  |

## Giocatori scelti nei giri successivi con presenze nella NBA o nella ABL
| Scelta | Giocatore         | Nazionalità | Squadra NBA           | Scuola/ex squadra |
| ------ | ----------------- | ----------- | --------------------- | ----------------- |
| 27     | George Brown      | Stati Uniti | Minneapolis Lakers    | Wayne State       |
| 30     | Ray Radziszewski  | Stati Uniti | Philadelphia Warriors | St. Joseph's      |
| 48     | Maurice King      | Stati Uniti | Boston Celtics        | Kansas            |
| 53     | Max Jameson       | Stati Uniti | Philadelphia Warriors | Kentucky State    |
| 55     | Dick Brott        | Stati Uniti | Boston Celtics        | Denver            |
| 57     | Doug Bolstorff    | Stati Uniti | Detroit Pistons       | Minnesota         |
| 60     | Woody Sauldsberry | Stati Uniti | Philadelphia Warriors | Texas Southern    |
| 67     | Steve Hamilton    | Stati Uniti | Philadelphia Warriors | Morehead State    |